# موسم المنطقة الشرقية
موسم المنطقة الشرقية، هو أحد مواسم السعودية التي أطلقتها الهيئة العامة للسياحة والتراث الوطني، ويهدف لإبراز البعد الثقافي للطاقة في المنطقة، وتسليط الضوء على الأماكن التاريخية والتراثية.
أقيم موسم المنطقة الشرقية تحت شعار «ثقافة وطاقة» خلال المدة 14 - 30 مارس 2019، واشتمل على عدد من الفعاليات الثقافية، والبرامج التعليمية والترفيهية، بالإضافة إلى سباقات رياضية، وحفلات موسيقية، ومهرجان أفلام سينمائية سعودية، وفعاليات تراثية وفلكلورية متنوعة، و«نزال الأبطال FISE».